# Rhein-Neckar-Arena
El PreZero Arena, hasta 2019 Rhein-Neckar-Arena, es un estadio de fútbol ubicado en la localidad de Sinsheim, estado de Baden-Wurtemberg, Alemania. Fue inaugurado el 24 de enero de 2009 y sustituye al antiguo Dietmar Hopp Stadion. Es la sede del TSG 1899 Hoffenheim.

## Construcción
El estadio está situado junto al Museo de la Automoción y la Tecnología de Sinsheim, además tiene una salida a la autopista A 6 en Sinsheim-sur. El nuevo estadio tendrá un aforo para unos 30 164 espectadores. Además, el estadio es una de las posibles sedes de la Copa del Mundo Femenina de 2011.
El primer motivo de la ceremonia tuvo lugar el 25 de mayo de 2007, aunque la construcción se había previsto originalmente en Heidelberg o Eppelheim pero en el verano de 2006 en una disputa con la ciudad de Heidelberg los planes de expansión de la compañía Wild-Werke imposibilitaron el emplazamiento.

## Financiación
El estadio es un proyecto realizado con financiación privada de la Sportmäzens Dietmar Hopp, cofundador de SAP, que también construyó en el año de 1999 el Dietmar Hopp Stadion de 6350 localidades en el distrito de Hoffenheim. Dietmar buscó en la región a empresas patrocinadoras para que realizaran funciones de mecenazgo. Debido a la ubicación junto a la autopista A 6 el estadio se sitúa como un buen medio publicitario.

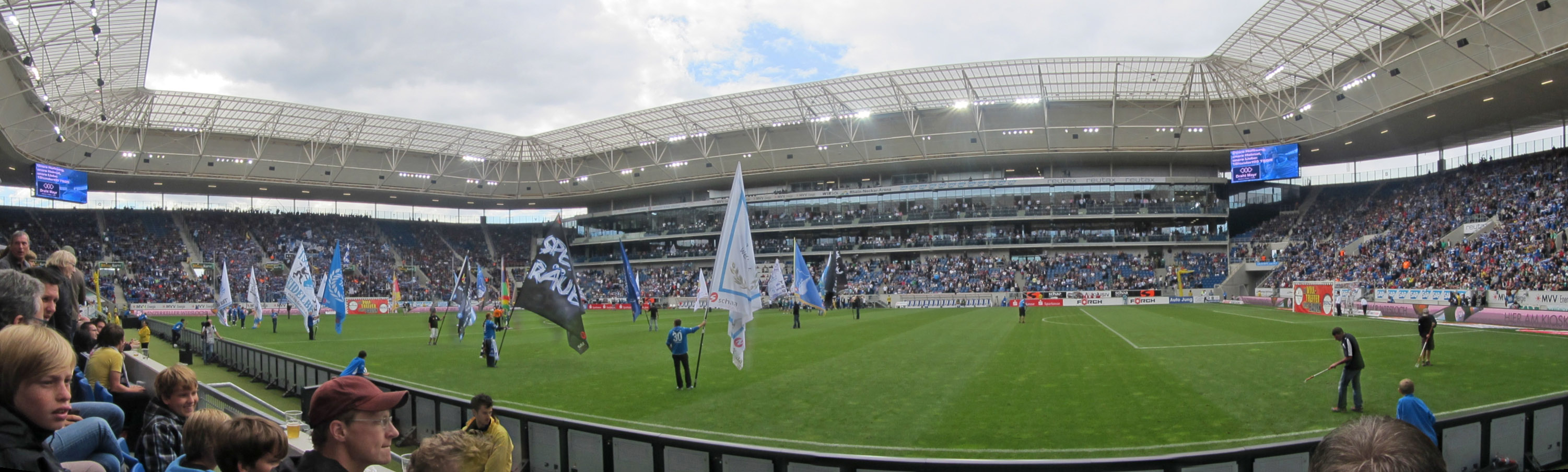
Imagen panorámica del estadio.

## Eventos

### Copa Mundial Femenina de Fútbol de 2011
El Rhein-Neckar-Arena albergó cuatro partidos de la Copa Mundial Femenina de Fútbol de 2011.
| Fecha               | Equipo #1      | Resultado | Equipo #2 | Ronda                 | Espectadores |
| ------------------- | -------------- | --------- | --------- | --------------------- | ------------ |
| 26 de junio de 2011 | Nigeria        | 0–1       | Francia   | Primera fase, Grupo A | 25.475       |
| 2 de julio de 2011  | Estados Unidos | 3–0       | Colombia  | Primera fase, Grupo C | 25.475       |
| 5 de julio de 2011  | Nueva Zelanda  | 2–2       | México    | Primera fase, Grupo B | 20.451       |
| 16 de julio de 2011 | Suecia         | 2–1       | Francia   | Tercer puesto         | 25.515       |